# Peter Biziou
Peter Biziou (* 8. August 1944 in Bangor, Wales) ist ein britischer Kameramann.

## Leben
Biziou wurde im Sommer 1944 in Wales geboren, weil seine aus London stammende Mutter während der Luftschlacht um England den deutschen Bombenabwürfen entgehen wollte. 
Biziou begann seine Karriere als Spezialeffekte-Fotograf, ehe er zur Werbefotografie wechselte. Ende der 1960er Jahre arbeitete er erstmals als Chefkameramann beim Kinofilm, seit dem darauffolgenden Jahrzehnt machte er sich einen Namen als regelmäßiger Kameramann der Filme Alan Parkers, mit dem er ab 1973 bei sechs Produktionen zusammenarbeitete. Eine davon war Mississippi Burning, für die Biziou 1989 mit dem Oscar für die Beste Kamera ausgezeichnet wurde. Ferner gewann er einen British Academy Film Award. Sein Schaffen umfasst mehr als 20 Produktionen. Zuletzt trat er 2005 in Erscheinung. 

## Filmografie (Auswahl)
- 1969: Ein Sommer in Frankreich (L'échelle blanche / La Promesse)
- 1976: Bugsy Malone
- 1979: Das Leben des Brian (Life of Brian)
- 1981: Time Bandits
- 1982: Pink Floyd – The Wall (Verfilmung des gleichnamigen Albums der Band Pink Floyd)
- 1984: Another Country
- 1986: 9½ Wochen (Nine ½ Weeks)
- 1988: Zwei Welten (A World Apart)
- 1988: Mississippi Burning – Die Wurzel des Hasses (Mississippi Burning)
- 1990: Rosenkranz & Güldenstern (Rosencrantz & Guildenstern Are Dead)
- 1992: Verhängnis (Damage)
- 1993: Im Namen des Vaters (In the Name of the Father)
- 1994: Willkommen in Wellville (The Road to Wellville)
- 1995: Richard III. (Richard III)
- 1998: Die Truman Show (The Truman Show)
- 2002: Untreu (Unfaithful)
- 2003: Festival Express
- 2004: Der Duft von Lavendel (Ladies in Lavender)
- 2005: Entgleist (Derailed)

## Auszeichnungen (Auswahl)
- 1988: Oscar für Beste Kameraarbeit in Mississippi Burning – Die Wurzel des Hasses